# 成粛皇后
成粛皇后（せいしゅくこうごう）は、南宋の孝宗の皇后。姓は謝氏。

## 生涯
鎮江府丹陽県の人。実父の謝寧を早くに亡くし、翟氏の養女となった。その後、後宮に入り、高宗の皇后呉氏の侍女を務めた。
紹興31年（1161年）、建王趙伯琮（後の孝宗）に側室として与えられ、咸安郡夫人に封ぜられた。孝宗が即位すると、婉容に封ぜられた。隆興2年（1164年）、貴妃に上った。質素だが細やかな性格で、夏皇后と死別した孝宗に誠実に仕えた。淳熙3年（1176年）8月、太上皇（高宗）の薦めにより皇后に冊立され、元の姓氏を戻した。
淳熙16年（1189年）2月、孝宗は子の光宗に譲位して太上皇となった。紹熙元年（1190年）正月、謝氏は寿成皇后と呼ばれた。慶元元年（1195年）11月、寿成恵慈皇太后と加号した。慶元6年（1200年）8月、寿成恵慈太皇太后となり、嘉泰2年（1202年）10月、寿成恵聖慈祐太皇太后と加号した。
開禧3年5月16日（1207年6月13日）、寿慈殿にて崩御。「成粛」と諡され、孝宗の永阜陵に合葬された。

## 伝記資料
- 『宋史』巻243 后妃伝下 成粛謝皇后伝
- 『宋会要輯稿』巻12 后妃一 成粛謝皇后